# SLL (기업)
SLL(영어: STORIES, LEAD, LIFE, SLL)은 중앙그룹 산하의 콘텐츠 제작사. 드라마 제작, 연예 매니지먼트, 음반 유통 사업 등을 하고 있는 국내를 대표하는 스튜디오다.
SLL은 밀레니얼과 GenZ 세대에 맞춘 젊고 신선한 콘텐트를 제공하고 있으며, 예능, 드라마, 라이프스타일 등 다양한 장르를 통하여 TV, 디지털, OTT 등 플랫폼의 경계를 넘나드는 크로스미디어 스튜디오로 자리매김해 나가고 있다.

1999년 9월, 중앙일보의 인터넷 서비스를 운영하는 'CYBER 중앙(주)'로 설립되었다. 
이후 2000년 3월에 '조인스닷컴'으로 사명을 변경하였다. 2007년 5월에는 콘텐트 제작사 '드라마하우스'를 설립하면서 드라마 외주 제작 사업을 본격적으로 시작했으며, 미국 법인인 '조인스아메리카'를 설립했다.
2011년 6월, JTBC 개국을 앞두고 '제이큐브인터랙티브'로 사명을 변경했으며, 11월부터는 JTBC 온라인 서비스를 론칭했다. 이어서 12월에는 JTBC 콘텐츠 유통을 담당하는 '제이콘텐트허브'를 설립하면서 현재 SLL의 모습과 비슷한 외형을 갖췄다.
2012년 1월에는 JTBC 뉴스앱과 TV앱 서비스를 론칭했으며, 2월에는 미국 'Dramafever'를 통해 처음으로 글로벌 OTT 시장에 진출했다.
2013년 1월, '제이콘텐트허브'와 '드라마하우스' 법인이 합병해 '드라마하우스앤드제이콘텐트허브'로 사명을 변경했으며, 2014년 3월에는 '제이큐브인터랙티브'를 합병했다. 2016년 6월, 다시 사명을 변경해 'JTBC 콘텐트허브'로 개편했다.
2017년 4월에는 넷플릭스와 국내 최초 글로벌 동시 방영권 계약을 체결했으며, 이때부터 JTBC의 드라마들이 '넷플릭스 오리지널'로 동시방영되기 시작했다. 7월에는 크로스 미디어 조직 스튜디오 룰루랄라를 론칭했으며, 워크맨, 와썹맨, 시즌비시즌 등 히트 콘텐츠를 쏟아내기 시작했다.
2018 1월부터 미국 OTT 'Dramafever', 동남아 OTT 'viu', 미국 OTT 'viki'와 연이어 볼륨딜을 체결했으며, 'iflix', '하우픽쳐스', '콘텐츠지음', 'nPio', '퍼펙트스톰필름', 'BA 엔터테인먼트'에 연이어 지분을 투자하면서 본격적으로 규모를 키우기 시작했다. 2019년 12월에는 JTBC 드라마 제작부문을 통합해 본격적인 프로덕션 하우스 체제를 구축했다.
미국 A+E 네트워크와 콘텐트 유통 및 공동제작 파트너십을 체결한데 이어서, 넷플릭스와 3년간 20여 타이틀의 오리지널을 제공하는 콘텐트 유통 파트너십을 체결했다.
2020년 2월, 'JTBC 스튜디오'로 사명을 변경하고, 유력 콘텐츠 기획개발-제작-투자-유통이 체계적으로 이뤄질 수 있는 스튜디오 체제를 구축했다. 드라마하우스, 콘텐츠지음 등 드라마제작사와 BA엔터테인먼트, 퍼펙트스톰, 하우픽처스 등 영화제작사, '워크맨', '와썹맨' 등 디지털 예능을 제작한 스튜디오룰루랄라 등 다양한 제작 레이블로 편입되었으며, TV뿐만 아니라 영화, 디지털을 아우르는 다양한 콘텐츠를 제작한다고 한다.
2021년 6월에는 '클라이맥스 스튜디오', '프로덕션 에이치', '콘텐츠 지음' 등 콘텐츠 제작사 3곳을 추가로 인수했으며,7월에는 미국 할리우드 콘텐츠 제작사인 'wiip'을 인수했다. 2021년 한해 동안 총 26개 작품을 제작해 매출 5588억원과 영업이익 150억원을 달성했으며, 매출 면에서 스튜디오드래곤을 누르고 국내 1위 콘텐츠 제작사로 성장했다.
2022년 4월, 'SLL'[2]로 사명을 변경하고, JTBC 드라마만 만드는 수준을 넘어 '글로벌 탑티어 스튜디오'로 성장하겠다는 야심찬 포부를 밝혔다. 3년간 3조원 규모를 콘텐츠 제작에 투입하며, 2024년에 매출 2조원을 달성하겠다는 계획을 밝혔다. 미국 제작사 'wiip' 인수에 이어 일본과 싱가포르에 현지 법인을 설립해 아시아 시장을 본격적으로 공략할 예정이다. 또한 확보된 IP를 바탕으로 NFT, 메타버스, 게임, 캐릭터 사업에 나서며 사업을 다각화해나갈 예정이다. 또 올해 JTBC를 통해 공개되는 드라마 ‘재벌집 막내아들’을 비롯해 넷플릭스 시리즈 ‘안나라수마나라’, ‘종이의 집: 공동경제구역’, ‘수리남’, 영화 ‘범죄도시2’, ‘거미집’ 등 35편 이상의 작품을 선보일 계획이다.

## 드라마 제작사
- KBS 2TV 주말 드라마 현재는 아름다워

- KBS 2TV 일일 드라마 예정

## 프로그램
- 더댄서_비방클립
- 와썹맨
- 워크맨
- 워크돌
- 우하메
- 팔았수다
- 그 애가 살아있다
- 눈세남
- 뷰티사주
- 로드파우치
- 소리풍경
- 쑈미옵빠
- 이옵빠몰까
- 모먼트
- 상사세끼
- 빼박캔팅
- 취중막말
- 쥬크벌스
- 찌나시
- 뷰티룸
- 뷰티골방
- 발색녀들
- 펀펀피트니스
- 술술한밤
- 라떼월드
- 게임은지원

## 공식 SNS
- SLL - 페이스북
- 스튜디오 룰루랄라 - 유튜브
- 네이버TV https://tv.naver.com/studiolululala/
- SLL - 인스타그램
- V라이브 https://channels.vlive.tv/D964B9/home%5B깨진+링크(과거+내용+찾기)%5D